# Contea di Gonghe
La contea di Gonghe (共和县S, Gònghé xiànP) è una contea della Cina, situata nella provincia di Qinghai e amministrata dalla prefettura autonoma tibetana di Hainan.